# Les Aventures de Pinocchio (mini-série, 1972)
Pour les articles homonymes, voir Pinocchio (homonymie).
Les Aventures de Pinocchio (Le avventure di Pinocchio) est un feuilleton télévisé italien en six épisodes de 55 minutes (adapté du roman Les Aventures de Pinocchio de Carlo Collodi) réalisé par Luigi Comencini, tourné en couleur Technicolor et diffusé en noir et blanc du 8 avril au 6 mai 1972 sur la RAI.
Par la suite, le feuilleton est remonté pour une exploitation en salle en couleurs, et réduit à une durée d'environ 135 minutes. Sa sortie en France a lieu le 22 août 1975.

## Synopsis
Un village de Toscane vers la fin du XIXe siècle. Employés du forain et marionnettiste Mangefeu (vo: Mangiafuoco (en)), « Le Chat » et « Le Renard » distribuent des affichettes pour leur spectacle. Ce qui donne l'idée au très pauvre menuisier Geppetto, en manque de paternité, de se fabriquer une marionnette. Bien qu'avare, son voisin Maître Cerise lui fournit pour cela une grande bûche de noyer parlante dont il cherche à se débarrasser. Sa marionnette achevée, Geppetto la baptise « Pinocchio » (petit pignon). Mais celle-ci se met à bouger et à parler. La nuit suivante, une fée transforme la marionnette en petit garçon de chair et de sang, qu'elle menace de ramener à l'état de pantin à chaque faute qu'il peut commettre. Ce qui n'empêche pas Pinocchio de dérober, peu après, un fromage à un pêcheur. Il part pour des aventures incertaines, balançant entre bonnes résolutions et fortes tentations.

## Fiche technique
- Titre original : Le avventure di Pinocchio
- Réalisation : Luigi Comencini
- Scénario : Luigi Comencini et Suso Cecchi D'Amico, d'après le roman de Carlo Collodi (1881)
- Photographie : Armando Nannuzzi
- Musique : Fiorenzo Carpi
- Décors : Massimo Patrizi et Arrigo Breschi
- Costumes : Piero Gherardi
- Diffusion télévisée en Italie : 8 avril 1972 - 6 mai 1972
- Sortie cinéma en France :  22 août 1975
- Durée (télévision) : 320 minutes
- Durée (cinéma) : 135 minutes

## Distribution
- Andrea Balestri (it) (VF : Fabrice Bruno) : Pinocchio
- Nino Manfredi (VF : Maurice Chevit) : Geppetto
- Gina Lollobrigida (VF : Danielle Volle) : la fée Turquoise
- Ugo D'Alessio (VF : Robert Vattier) : maître Cerise
- Lionel Stander (VF: Jacques Dynam): Mangefeu
- Franco Franchi (VF : Pierre Trabaud) : le chat
- Ciccio Ingrassia (VF : Jacques Balutin) : le renard
- Zoe Incrocci : la limace, servante de la fée
- Vittorio De Sica : le juge
- Mario Scaccia ( VF : Alfred Pasquali ) : le premier médecin
- Jacques Herlin : le second médecin
- Riccardo Billi : l'homme aux ânes
- Mario Adorf (VF : Michel Gatineau) : le directeur du cirque
- Domenico Santoro (it) (VF : Gilles Laurent) : Lucignolo
- Luigi Leoni (it) (VF : Francis Lax) : le maître d'école

Voix (non créditées) :
- ? : Jiminy Cricket, le grillon
- Simone Santo (VF : Arlette Thomas) : la poule
- Renzo Montagnani (VF : Pierre Tornade) : le thon

## Production
Le tournage en Italie débute à Farnese le 1er avril 1971 et s'achève en 1972. Le mixage final est terminé le 6 mars 1972.

## Musique
- Le compositeur Fiorenzo Carpi signe la totalité de la musique du téléfilm dont le générique de début et le motif très reconnaissable du générique de fin.
- En 1973, la chanson Pinocchio, cervelle de bois adaptée en France par « Les Marlys » reprend le thème original.
- En 1993, le groupe Pin-Occhio reprend le thème original dans une version électro-pop.
- Dès 1995, le morceau de Pin-Occhio est lui-même repris dans plusieurs versions techno et house music.

## Diffusion et sorties videos
En France, la série est diffusée en noir et blanc du 19 au 31 décembre 1972 sur la première chaîne de l'ORTF, 819 lignes. Une rediffusion en couleur sur Antenne 2 est assurée au milieu des années 1970 puis dans les années 80 dans l'émission Croque-vacances sur TF1 ainsi qu'en 1989 dans l'émission Amuse 3 sur FR3 et M6.
Au Québec, elle est diffusée en douze parties à partir du 6 mars 1975 à la Télévision de Radio-Canada, dans une case de 30 minutes.
Le film est édité en Blu-ray le 8 octobre 2019 et distribué par l'éditeur vidéo Le Pacte.